# Willi Kirsei
Willi Kirsei (* 3. Dezember 1902 in Berlin; † 19. Dezember 1963) war ein deutscher Fußballspieler.

## Karriere

### Vereine
Kirsei gehörte von 1924 bis 1936 und von Juli bis Dezember 1939 der ersten Mannschaft von Hertha BSC an und spielte bis 1933 im Verband Brandenburgischer Ballspielvereine, dem Dachverband aller Fußballvereine aus Berlin und der Provinz Brandenburg, in den mit wechselnden Namen erstklassigen Ligen, ab 1933 in der Gauliga Berlin-Brandenburg.
Im Zeitraum seiner Vereinszugehörigkeit gewann er neunmal die Berliner Meisterschaft und qualifizierte sich jeweils für die Endrunde um die Deutsche Meisterschaft. Nachdem er mit seiner Mannschaft die ersten vier erreichten Endspiele verloren hatte, gewann er mit ihr 1930 und 1931 die Meisterschaft. Im Endspiel am 14. Juni 1931 in Köln sorgte er mit seinem Treffer in der 89. Minute für den 3:2-Sieg über den TSV 1860 München. In insgesamt 34 Endrundenspielen, die er alle über 90 Minuten bestritt, erzielte er 34 Tore. Das einzige Spiel um den Tschammerpokal bestritt er am 19. November 1939 in der 2. Schlussrunde, das allerdings mit 2:5 bei Vorwärts-Rasensport Gleiwitz verloren wurde. Mit 244 Toren in nur 164 Punktspielen ist er bis heute der erfolgreichste Torschütze der Vereinsgeschichte.

### Nationalmannschaft
Der linke Außenstürmer bestritt am 31. August 1924 in Berlin bei der 1:3-Niederlage gegen die schwedische Nationalmannschaft sein einziges Länderspiel für die deutsche Nationalmannschaft.

## Erfolge
- Deutscher Meister 1930, 1931
- Berliner Meister 1925, 1926, 1927, 1928, 1929, 1930, 1931, 1933, 1935